# Пам'ятка першої грузинської друкарні

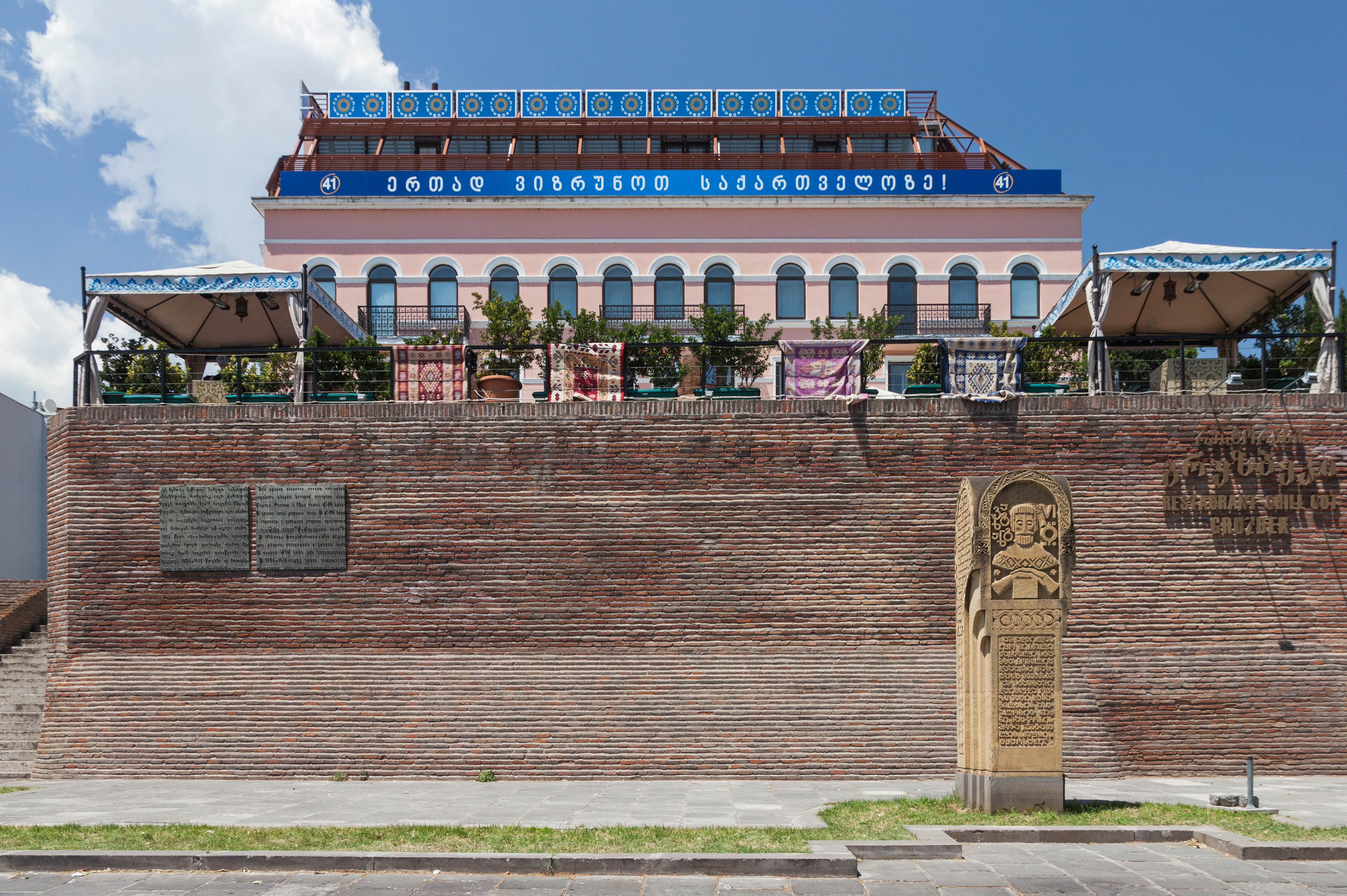

Пам'ятка першої грузинської друкарні — визначна пам'ятка Тбілісі, знаходиться в історичному районі Старе місто, на Площі Іраклія II.

## Історія
Встановлено між Лазнями царя Ростома та набережної річки Кура, поблизу місця, де розташовувалася перша грузинська друкарня. Друкарня заснована в 1709 за наказом царя Вахтанга VI, в ній вперше надрукована поема Руставелі «Вітязь у тигровій шкурі» (1712).